# Districtul Gödöllő
Gödöllő (în maghiară Gödöllői járás) este un district în județul Pest, Ungaria.
Districtul are o suprafață de 449,66 km2 și o populație de 140.205 locuitori (2013).